# 结构钢

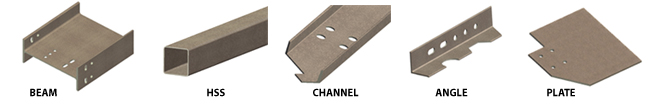
各种结构钢的形状

结构钢属于钢的一个分类，用来制造各种形状的建筑施工材料。许多结构钢形状采取具有特定横截面轮廓的细长梁的形式。结构钢的形状，尺寸，化学成分，机械性能例如强度，存放方式等，在多数工业化国家均受标准规范。
大多数结构钢的形状，诸如I-beams ，具有很高的截面二次轴距，意味着它们相对于其横截面面积非常硬，因此可以支持高负荷，而不会发生过度下垂。

## 常见结构形状
现在工程中可用的形状已在全球许多已发布的标准中进行了阐述，这些标准还提供了许多专业和专有的横截面。

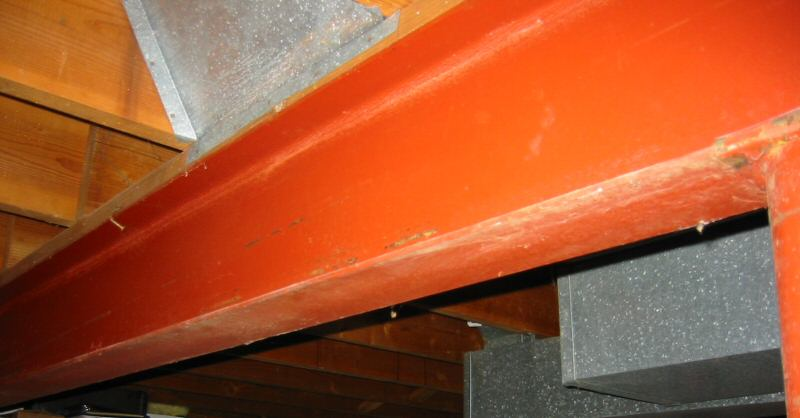
在这种情况下，钢制I型梁用于支撑房屋中的木托梁。

- I梁（ I型截面），在英国包括通用梁（UB）和通用柱（UC）；在欧洲，它包括IPE，HE，HL，HD和其他截面；在美国，它包括宽法兰（WF或W形）和H型钢）
- Z形（在相反方向上将法兰对半分开）
- HSS形（空心结构型钢，也称为SHS（结构空心型钢），包括正方形，矩形，圆形（管道）和椭圆形型钢）
- 角形（ L形横截面）
- 结构通道，也称为C梁，或C形截面
- 三通（ T形截面）
- 导轨型材（不对称I-beam）
  - 铁轨
  - Vignoles轨道
  - 法兰T轨
  - 槽轨
- 条形，长条形，且具有矩形横截面，但宽度不大的被称为薄片。
- 杆形，与宽度相比较长的圆形或正方形；另请参见钢筋和销钉。
- 盘形，厚度大于6毫米或1/4英寸的金属板。
- 开腹式钢托梁。

许多型钢通过热轧或冷轧制作，其他则通过由焊接在一起的平坦或弯曲的钢板制作（例如，最大的圆形中空型钢由平板弯折成一个圆圈和缝焊制作而来）。
自从将锻铁替换成钢用于商业用途之前，术语“角铁” ，“槽铁”和“薄铁”一直很常用。在商业锻铁时代之后，它们就得以留存，在今天有时也能听到关于角钢，槽钢和薄板这些非正式词语，尽管有时它们是名词误用（与“锡箔纸”比较，有时仍以非正式的形式用于铝箔）。在针对金属加工环境的正式文书工作中，使用了诸如角钢，槽钢和板材之类的准确术语。

## 标准

### 标准结构钢（欧洲）
整个欧洲使用的大多数钢都符合欧洲标准EN 10025 。但是，许多国家标准仍然有效。 
钢材典型的级别型号被定义为“S275J2”或“S355K2W”。在这些示例中，“ S”表示结构钢，而不是工程钢；275或355表示屈服强度，以牛顿/平方毫米或等效的兆帕斯卡为单位; J2或K2以夏比冲击试验值为参考表示材料韧性；W表示耐候钢。可以使用其他字母来表示细晶粒钢（“ N”或“ NL”）；调质钢（“ Q”或“ QL”）；以及热机械轧制钢（“ M”或“ ML”）。
1. S275JOH规范是EN 10219规范，EN 10210标准的钢种。最广泛使用的规范是EN10219标准，它是非合金钢和细晶粒钢的冷弯焊接结构空心型材。EN10219-1规定了圆形，方形或矩形的冷成型焊接结构空心型材的技术交货条件，并适用于未经后续热处理而冷成型的结构空心型材。S275JOH管道公差，尺寸和s275管道截面特性的要求包含在EN 10219-2中。
2. S275JOH钢管的制造工艺钢铁生产过程应由钢铁生产商自行决定。 S275JOH碳钢管可以采用ERW，SAW或无缝工艺制成。所有S275JOH钢材和S275JOH管道均应符合EN10219标准。 

可用的正常屈服强度等级为195、235、275、355、420和460，尽管某些等级比其他等级更常用，例如在英国，几乎所有结构钢的等级均为S275和S355。淬火和回火材料的等级更高（500、550、620、690、890和960，尽管690以上的等级目前很少用于建筑）。
一系列欧洲规范定义了一组标准结构轮廓的形状：
- 欧洲工字梁：IPE- Euronorm 19-57
- 欧洲工字梁：IPN- DIN 1025-1
- 欧洲法兰梁：HE- Euronorm 53-62
- 欧洲频道：UPN-DIN 1026-1
- 欧洲冷成型IS IS 800-1

### 结构钢（美国）
美国用于建筑施工的钢使用ASTM International标识和指定的标准合金。这些钢的合金标识以A开头，然后是两个，三个或四个数字。通常用于机械工程，机器和车辆的AISI钢号为四种，是完全不同的规格系列。
常用的标准结构钢为： 

#### 碳素钢
- A36-结构形状和板。
- A53-结构管道。
- A500-结构管道。
- A501-结构管道。
- A529-结构形状和板材。
- A1085-结构管道。

#### 高强度低合金钢
- A441-结构形状和板材-（由A572取代）
- A572-结构形状和板材。
- A618-结构管道。
- A992-可能的应用是W或S型电子束。
- A913-淬火和自回火（QST）W形。
- A270-结构形状和板材。

#### 耐腐蚀高强度低合金钢
- A243-结构形状和板材。
- A588-结构形状和板材。

#### 调质合金钢
- A514-结构形状和板材。
- A517-锅炉和压力容器。
- Eglin steel-廉价的航空航天和武器装备。

#### 锻钢

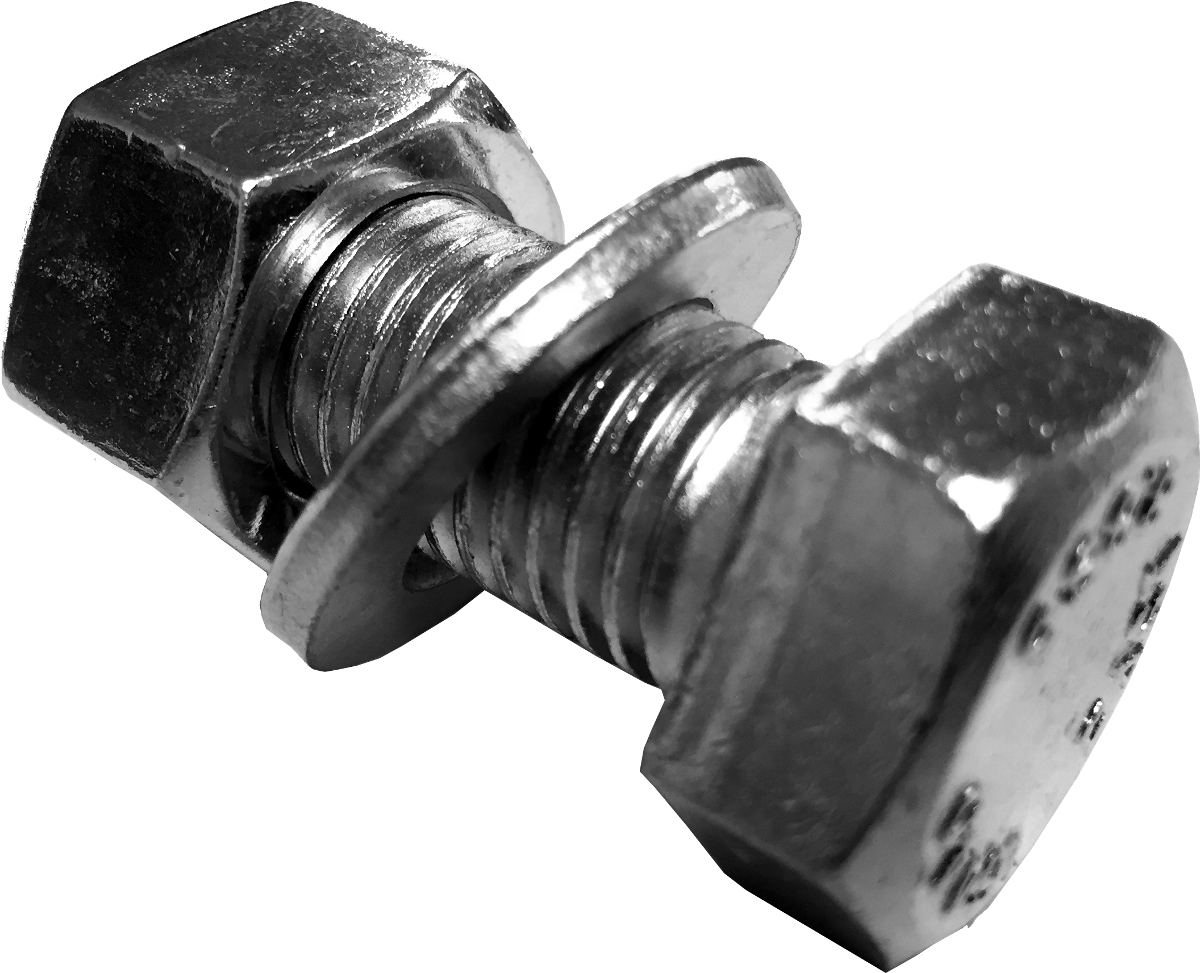
非预紧螺栓组件（EN 15048）

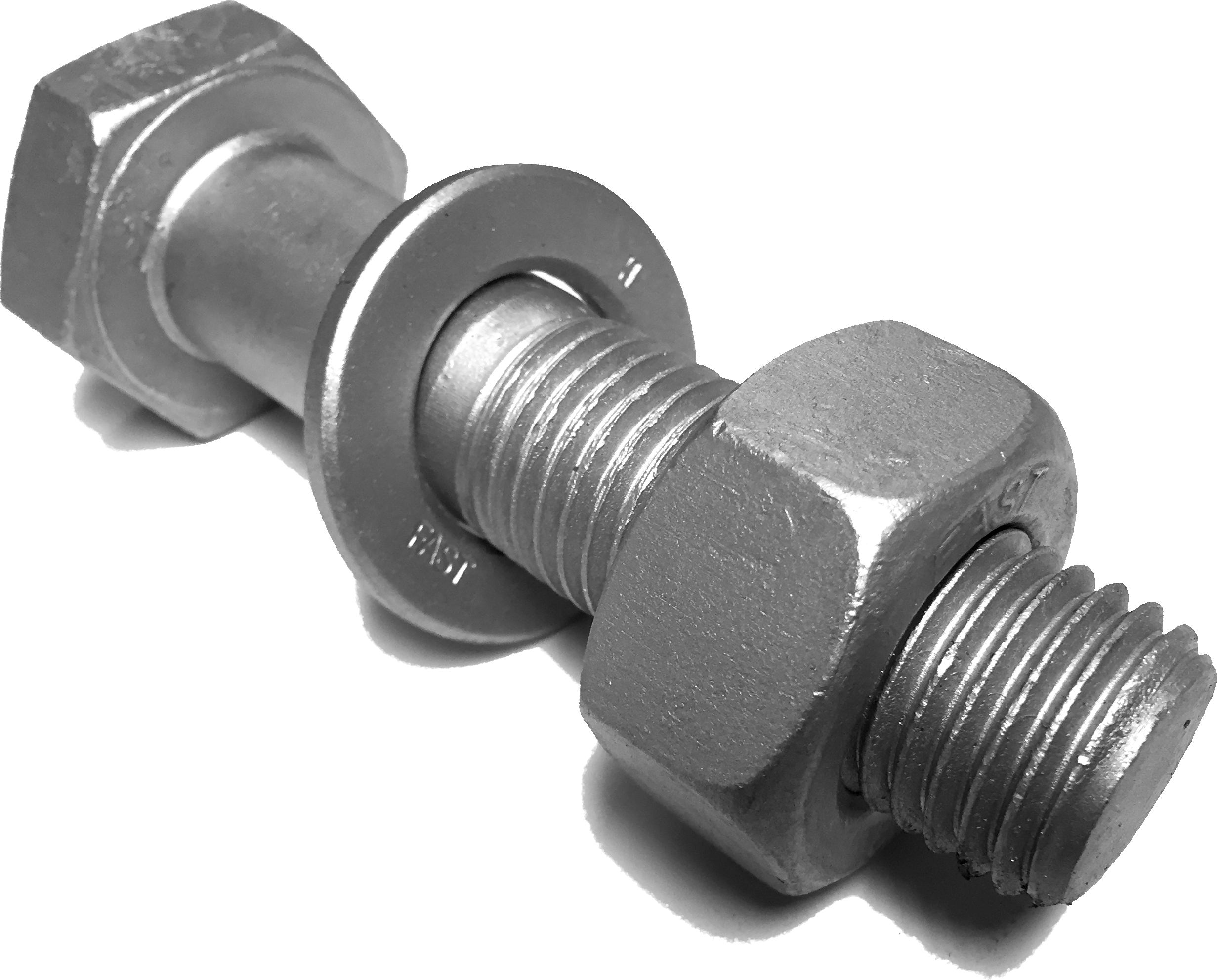
预紧螺栓组件（EN 14399）

- A668-钢锻件

### CE标志
《建筑产品指令》（CPD）引入了所有建筑产品和钢材的CE标志概念。 CPD是一项欧洲指令，可确保欧盟内所有建筑产品的自由流通。
由于钢部件是“安全关键”的部件，因此除非经过欧盟委员会批准的适当认证机构对用于生产钢部件的工厂生产控制（FPC）系统进行评估，否则不允许使用CE标志。 
对于钢制品，例如型钢，螺栓和钢结构，CE标记表明该产品符合相关的协调标准。 
对于钢结构，主要的协调标准是：
- 钢型材和钢板-EN 10025-1
- 中空部分-EN 10219-1和EN 10210-1
- 预紧螺栓-EN 14399-1
- 不可预紧螺栓-EN 15048-1
- 钢结构-EN 1090 -1

涵盖CE标记的标准是EN 1090 -1。该标准于2010年底生效。经过两年的过渡期，CE标记将在2012年初的某个时候在大多数欧洲国家强制执行。 过渡期的正式结束日期是2014年7月1日。

## 钢与混凝土

### 选择理想的结构材料
大多数建筑项目需要使用数百种不同的材料。这些范围包括所有不同规格的混凝土，不同规格的结构钢，粘土，砂浆，陶瓷，木材等。就承重结构框架而言，它们通常由结构钢，混凝土，砖石和/或木材组成，并使用每种材料的适当组合来产生有效的结构。大多数商业和工业建筑结构主要使用结构钢或钢筋混凝土建造。设计结构时，工程师必须确定最适合设计的材料，如果都不是最适合的则同时使用两种材料。选择建筑材料时要考虑许多因素。成本通常是控制全局的因素；但是，在做出最终决定之前，还会考虑其他因素，例如重量，强度，可施工性，可用性，可持续性和耐火性。
- 成本-这些建筑材料的成本将完全取决于项目的地理位置和材料的可用性。正如汽油价格波动一样，水泥，骨料，钢铁等的价格也会波动。钢筋混凝土的建筑成本约占所需模板的一半。这是指建造箱型或容器所需的木材，在其中浇注并保持混凝土直至其固化。由于减少了成本和时间，因此模板的费用使预制混凝土成为设计师的普遍选择。 按重量出售钢材时，结构设计师必须指定尽可能最轻的构件，同时要保持安全的结构设计。使用许多相同的钢构件而不是许多独特的钢构件也可以降低成本。
- 强度/重量比-建筑材料通常按强度与重量比（或比强度）进行分类，比强度是材料的强度除以密度。这些比率表明材料对其重量的有用性，进而表明其成本和易于施工的程度。混凝土的抗压强度通常比抗拉强度高十倍，从而使抗压强度与重量比更高。
- 可持续发展-许多建筑公司和材料供应商越来越注重环保。对于世代相传的材料而言，可持续性已成为一个全新的考虑因素。可持续材料在安装时和在整个生命周期中对环境的影响最小。如果使用得当，钢筋混凝土和结构钢是可以可持续的。超过80％的结构钢构件由称为A992钢的再生金属制成。这种构件材料比以前使用的钢构件（A36级）更便宜并且具有更高的强度重量比。混凝土材料由对环境无害的天然材料构成，现在可以将混凝土浇筑成可渗透的，使水流过铺面，以减少排水或径流基础设施的需求。还可以将混凝土压碎并用作骨料，以免将来被填埋。
- 防火-建筑物最危险的危险之一就是火灾。在干燥多风的气候以及使用木材建造的结构中尤其如此。对于结构钢，必须特别考虑这点以确保其不会处于危险的火灾隐患状态。钢筋混凝土在发生火灾时通常不会构成威胁，甚至可以抵抗火灾的蔓延以及温度变化。这使混凝土具有出色的隔热性能，通过减少维持气候所需的能量来提高其周围建筑物的可持续性。
- 腐蚀-某些结构材料易受诸如水，热，湿气或盐等周围元素的腐蚀。在安装结构材料时，必须采取特殊的预防措施以防止这种情况发生，并且建筑物的居住者必须了解任何附带的维护要求。例如，结构钢不能暴露在环境中，因为任何湿气或与水的任何接触都将导致其生锈，从而损害建筑物的结构完整性并危及居住者及其邻居。

### 钢筋混凝土
- 特性-通常由硅酸盐水泥，水，建筑骨料（粗和细）和钢铁强化筋（钢筋）组成，混凝土与结构钢相比更便宜。
- 强度-混凝土是一种具有相对较高的抗压强度特性的复合材料，但缺乏抗拉强度/延展性。这固有地使混凝土成为承载结构重量的有用材料。用钢筋加固的混凝土使结构具有更强的抗拉能力，并强化了延展性和弹性。
- 可施工性-施工时必须浇注钢筋混凝土并使其凝固或硬化。凝结后（通常1-2天），混凝土必须固化，在此过程中，混凝土会在水泥质颗粒与水之间发生化学反应。 28天后固化过程完成；但是，根据结构的性质，施工可能会在1-2周后继续进行。混凝土可以被构造成几乎任何形状和尺寸。在结构项目中使用钢筋混凝土大约一半的成本归因于模板的建造。为了节省时间并因此节省成本，可以预制混凝土结构构件。这是指从现场倒出并固化的钢筋混凝土梁，大梁或柱子。在固化过程之后，可以将混凝土构件运送到施工现场并在需要时立即安装。由于混凝土构件是事先在某个位置固化的，因此安装后可立即继续施工。
- 耐火性-混凝土具有出色的耐火性，无需遵循国际建筑规范（IBC）防火标准列出的额外建筑成本规定。但是，混凝土建筑仍可能会使用其他不耐火的材料。因此，设计人员仍必须考虑混凝土的使用以及需要使用火灾危险材料的地方，以防止将来在整体设计中遇到麻烦。
- 腐蚀-建造适当的钢筋混凝土结构，具有出色的抗腐蚀性能。混凝土不仅耐水，而且还需要用水来固化，其强度会随着时间推移不断发展。但是，混凝土中的钢筋不能被暴露出来，以防止其腐蚀，因为这可能会大大降低结构的极限强度。美国混凝土协会为工程师提供了必要的设计规格，以确保任何钢筋都有足够的混凝土覆盖以防止暴露在水环境中。设计时必须指定该覆盖距离，因为在承受张力的位置，或为了承受该张力而包含钢筋的位置，混凝土将不可避免地破裂。如果混凝土破裂，其裂缝将提供一条路径让水直接流向钢筋。 一些钢筋涂有环氧树脂，作为防止因水接触而腐蚀的第二措施。但是，由于环氧涂层的钢筋成本较高，因此该方法在整个项目中导致较高的成本。另外，当使用环氧涂层的钢筋时，钢筋混凝土构件必须设计得更大，更坚固，以平衡钢筋和混凝土之间的摩擦损失。这种摩擦称为粘结强度，它对混凝土构件的结构完整性至关重要。

### 结构钢
- 特性-结构钢与混凝土的区别在于其抗压强度和抗拉强度。
- 强度-结构钢具有高强度，刚度，韧性和延展性，是商业和工业建筑中最常用的材料之一。
- 可施工性-结构钢几乎可以制成任何形状，这些形状在建筑中都可以通过螺栓连接或焊接在一起。现场交付材料后可以立即竖立结构钢，而混凝土必须在浇筑后至少固化1-2周才能继续施工，这使钢材成为易于使用的建筑材料。
- 耐火性-钢本质上是不可燃的材料。但是，当加热到发生火灾时的温度时，材料的强度和刚度会大大降低。《国际建筑规范》要求将钢材用足够的耐火材料包裹，从而增加了钢结构建筑的总体成本。
- 腐蚀-钢与水接触时会腐蚀，形成潜在的危险结构。在结构钢结构中必须采取措施以防止任何永久腐蚀。我们可以对钢进行喷漆，以提供耐水性。同样，用于包钢的耐火材料通常是防水的。
- 霉菌-钢提供的霉菌生长表面环境比木材要差。

当今最高的结构（通常称为“摩天大楼”或高层建筑）由于其可施工性以及高强度重量比而使用结构钢建造。相比之下，混凝土虽然密度不如钢，但强度/重量比却低得多。这是由于结构混凝土构件承受相同的载荷所需的体积要更大；钢材虽然密度更高，但并不需要那么多的材料来承载载荷。但是，对于低层建筑物或几层以下的建筑物，此优势变得微不足道。低层建筑的负荷要比高层结构小得多，这使混凝土成为一个经济的选择。对于简单的结构（例如停车场）或任何具有简单直线形状的建筑物，尤其如此。
结构钢和钢筋混凝土并非总是作为建筑材料单独选择的，因为它们是结构的最理想材料。公司和设计师一样，都依赖于为任何建设项目获利的能力。原材料（钢，水泥，粗骨料，细骨料，模板用木材等）的价格不断变化。如果可以使用任何一种材料来构造结构，则这两种材料中最便宜的一种可能会得到青睐。另一个重要变量是项目的地理位置。最近的钢铁制造厂可能比最近的混凝土供应商离施工现场更远。能源和运输的高成本也将控制材料的选择。在开始建设项目的概念设计之前，所有这些成本都将被考虑在内。 

### 钢筋和钢筋混凝土的结合
两种材料组成的结构都利用了结构钢和钢筋混凝土的优点。在钢筋混凝土中，这已经是很普遍的做法，因为钢筋用于为结构混凝土构件提供钢的抗拉强度。一个常见的例子是停车场。一些停车场是使用钢结构柱和钢筋混凝土板建造的。混凝土将被浇筑作为基础，为停车场的地面提供了基础。钢柱将通过螺栓连接和/或焊接到从浇筑的混凝土楼板表面伸出的钢钉上，从而连接到钢板。预制混凝土梁可以在现场交付以安装到第二层，然后可以将混凝土楼板浇筑到人行道区域。可以针对多个情况执行此操作。 这种类型的停车场只是许多可能同时使用钢筋混凝土和结构钢的结构一个可能的例子。
结构工程师了解，有无数的设计可以建造出高效，安全和可承担的建筑。与业主，承包商和所有其他有关部门共同努力，生产出适合每个人需求的理想产品，这是工程师应该做的。 在为结构选择结构材料时，工程师要考虑许多变量，例如成本，强度/重量比，材料的可持续性，可施工性等。

## 热性能
钢的性能因为要取决于合金元素，从而相差很大。
钢的奥氏体化温度（钢转变为奥氏体晶体结构的温度）始于900 °C（1,650 °F）用于纯铁，然后随着更多的碳被添加进来，温度降至最低温724 °C（1,335 °F）用于低共熔钢（碳含量仅为0.83％的钢）。由于2.1％的碳（由质量）接近时，这个奥氏体化温度重新爬升回来，达到1,130 °C（2,070 °F）。类似地，钢的熔点根据合金而变化。
普通碳钢开始融化的最低融点是1,130 °C（2,070 °F）。低于此温度时钢永远不会变成液体。纯铁（碳含量为0％的“钢”）在1,492 °C（2,718 °F）熔化 ，并且在达到1,539 °C（2,802 °F）完全呈液体 。碳含量为2.1％的钢在1,130 °C（2,070 °F）开始熔化 ，并在达到1,315 °C（2,399 °F）完全熔化 。碳含量超过2.1％的“钢”不再是钢，而是被称为铸铁。

## 防火性能

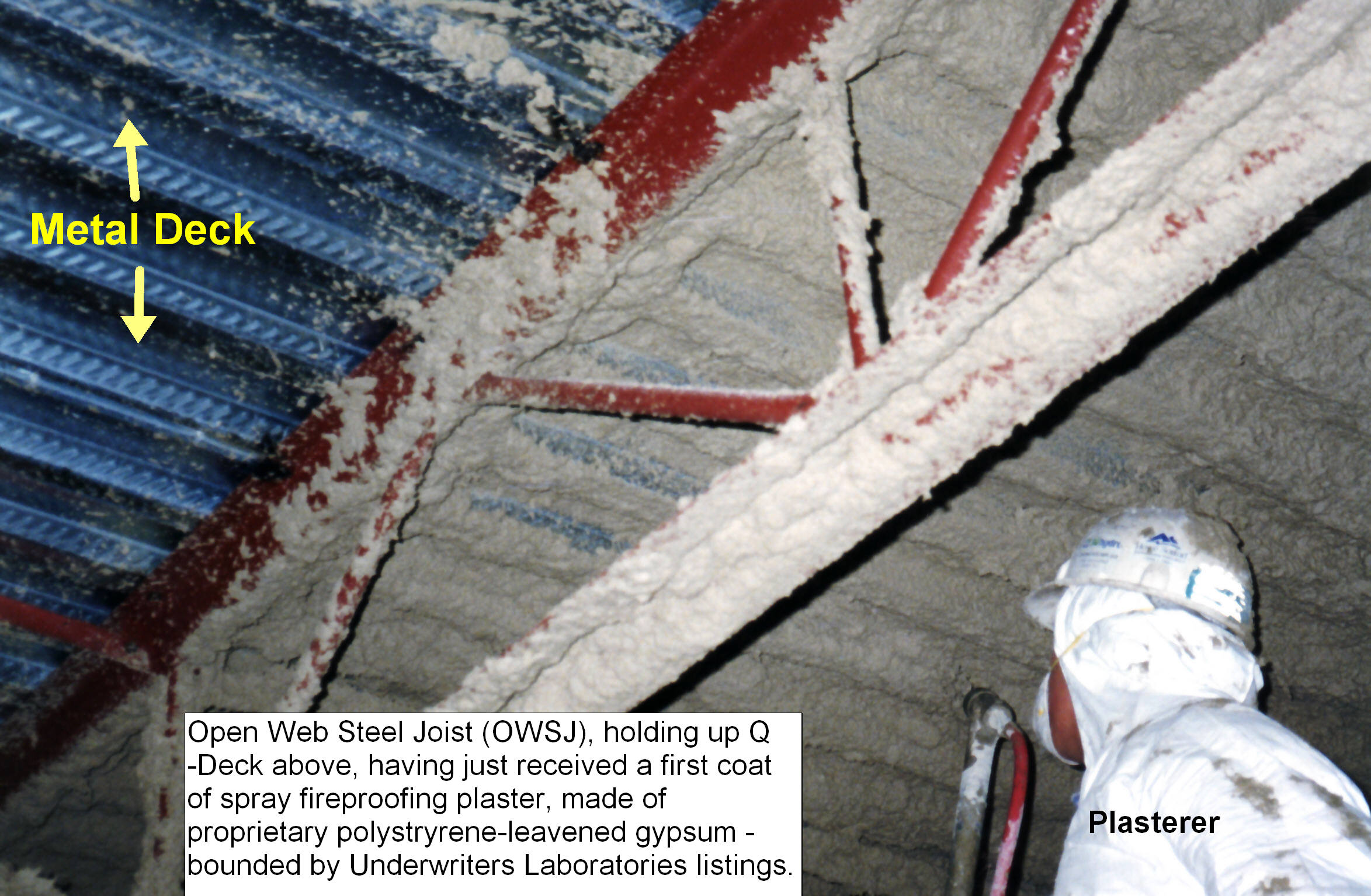
金属甲板和开放式腹板钢托梁，采用耐火石膏喷涂，由聚苯乙烯改性石膏制成。

充分加热会使钢失去强度。钢构件达到其临界温度时就不能安全支撑其载荷了。建筑规范和结构工程实践标准根据结构元件的类型，配置，方向和载荷特性定义了不同的临界温度。临界温度通常被认为是其屈服应力已降至室温屈服应力60％的温度。 为了确定钢构件的耐火等级，可以使用公认的计算方法， 或可以进行阻燃测试，其临界温度是由具有管辖权的机构所接受的标准来设置的，例如建筑规范。在日本，这个数值低于400摄氏度。在中国，欧洲和北美（例如ASTM E-119），大约是1000-1300 °F（530-810 °C）。要测试的钢元件达到测试标准设定的温度所需的时间决定了耐火等级的持续时间。使用防火材料可以减慢钢的热传递，从而限制钢的温度。结构钢的常见防火方法包括覆盖膨胀型，吸热和灰泥型涂料以及设置干墙，硅酸钙覆层和布置矿棉隔热毯。 
混凝土建筑结构通常是满足规范要求的耐火等级的，因为钢筋上的混凝土厚度可提供足够的耐火性。但是，混凝土可能会容易剥落，尤其是含水量较高时。尽管附加的防火措施并不经常应用于混凝土建筑结构，但有时会在交通隧道和更有可能发生烃类燃料着火的地方使用，因为与普通可燃物在同样的火灾周期内发生的火灾相比，易燃液体火灾为结构元件提供了更多的热量。钢结构防火材料包括膨胀型，吸热型和灰泥型涂料以及干墙，硅酸钙覆层以及矿物或高温隔热羊毛毯。施工时也要多注意连接，因为结构元件的热膨胀会损害耐火组件。

## 制造业
制造时通常用带锯将工件切成一定长度。 
长期以来，束流钻孔线（钻孔线）一直被认为是在梁，通道和HSS元件上钻孔和铣槽的必不可少的方法。 CNC梁钻生产线通常配备有进料传送带和位置传感器，以将元件移动到钻孔位置，此外还具有探测功能，可以确定要切割孔或槽的精确位置。
为了在规定尺寸的（非板材）元件上切割不规则的开口或不均匀的末端，通常使用割炬。含氧燃料割炬是最常见的技术，从简单的手持割炬到自动CNC应对机器，均可根据编程至机器中的切削指令使割炬头围绕结构元件移动。
平板的制造是在钢板加工中心进行的，钢板被平放在固定的“工作台”上，不同的切割头从龙门式臂或“桥”横穿钢板。切割头可以包括冲头，钻头或火炬。